# Virmaše
Virmaše – wieś w Słowenii, w gminie Škofja Loka. W 2018 roku liczyła 847 mieszkańców.